# La Vallée-du-Richelieu
La Vallée-du-Richelieu est une municipalité régionale de comté (MRC) du Québec (Canada) dans la région de la Montérégie. Son chef-lieu est McMasterville.
La MRC comprend les villes adjacentes à la rivière Richelieu dans sa partie centrale et est composé de villes de banlieue et de villages en territoire principalement agricole. 

## Géographie

### Entités territoriales
La MRC est constituée de treize municipalités locales.
| Nom                         | Statut       | Population 2021 | Superficie (km2) | Densité (h/km2) | Ref. |
| --------------------------- | ------------ | --------------- | ---------------- | --------------- | ---- |
| Belœil                      | Ville        | 24 104          | 25,5             | 945,25          |      |
| Carignan                    | Ville        | 11 740          | 65,2             | 180,06          |      |
| Chambly                     | Ville        | 31 444          | 27,6             | 1 139,28        |      |
| McMasterville               | Ville        | 5 936           | 3,4              | 1 745,88        |      |
| Mont-Saint-Hilaire          | Ville        | 18 859          | 45,5             | 414,48          |      |
| Otterburn Park              | Ville        | 8 479           | 5,7              | 1 487,54        |      |
| Saint-Antoine-sur-Richelieu | Municipalité | 1 738           | 67,9             | 25,6            |      |
| Saint-Basile-le-Grand       | Ville        | 17 053          | 36,9             | 462,14          |      |
| Saint-Charles-sur-Richelieu | Municipalité | 1 735           | 66,6             | 26,05           |      |
| Saint-Denis-sur-Richelieu   | Municipalité | 2 339           | 86,4             | 27,07           |      |
| Saint-Jean-Baptiste         | Municipalité | 3 179           | 73               | 43,55           |      |
| Saint-Marc-sur-Richelieu    | Municipalité | 2 245           | 62,4             | 35,98           |      |
| Saint-Mathieu-de-Belœil     | Municipalité | 2 952           | 39,4             | 74,92           |      |
| Total                       | Total        | 131 803         | 605,5            | 217,68          |      |

## Démographie
| 1991    | 1996    | 2001    | 2006    | 2011    | 2016    | 2021    |
| ------- | ------- | ------- | ------- | ------- | ------- | ------- |
| 104 965 | 113 832 | 119 993 | 106 762 | 116 773 | 124 420 | 131 803 |

## Éducation
Les installations scolaires sont administrées par la Commission scolaire des Patriotes et par un établissement privé.